# Карачиж
Карачи́ж — бывшая деревня в Брянском районе Брянской области (ныне в черте города Брянска).
Располагается на высоком правом берегу Десны, между бывшей деревней Тимоновка и историческим центром города Брянска, от которых отделена соответственно оврагами Карачиж и Подарь.

## История
Упоминается с XVII века в составе Подгородного стана Брянского уезда. Бывшее владение Свенского монастыря; после его упразднения (1760-е годы) перешла в разряд «экономических», получив в пользование совместно с деревней Крыловка обширную лесную дачу между реками Болвой и Радицей (где позднее возник посёлок Карачижско-Крыловский, ныне входящий в состав пгт Радица-Крыловка).
Входила в приход Брянского Покровского собора. С середины XIX века здесь работал мыловаренный (позднее — кожевенный, сально-свечной) завод; с начала XX века — кирпичный завод. В 1900 году была открыта школа грамоты.
С середины XIX века по 1924 состояла в Супоневской волости Брянского (с 1921 — Бежицкого) уезда; в 1924—1929 гг. — в Бежицкой волости; с 1929 года в Брянском районе (в подчинении Брянского горсовета).
В 1949 году присоединена к городу Брянску; в настоящее время является частью Советского района города. Основные улицы — Карачижская, Спартаковская. Преобладает частная застройка.
На южном склоне оврага Карачиж, в 2,5 км от русла Десны, в 1960 году была открыта стоянка первобытного человека эпохи позднего палеолита (к настоящему времени уничтожена карьером кирпичного завода).